# Liste der Museen im Bezirk Landeck
Die Liste der Museen im Bezirk Landeck gibt einen Überblick über aktuelle und ehemalige Museen im Bezirk Landeck in Tirol.

## Aktuelle Museen
| Gemeinde             | Name                                 | Kurzbeschreibung | gegründet/ eröffnet | Träger                                             | Standort            | Bild           | Link |
| -------------------- | ------------------------------------ | --- | ------------------- | -------------------------------------------------- | ------------------- | -------------- | ---- |
| Fiss                 | Museum Fiss                          | s’Paules und s’Seppls Haus ist ein materiell geteiltes Mittelflurhaus aus dem 15. Jahrhundert, das heute als Museum genutzt wird. Es dokumentiert die bäuerliche Alltagskultur, Handwerk und Gewerbe und zeigt eine Ausstellung zum Fisser Blochziehen. | 2012                | Museumsverein Fiss                                 | Puintweg            |                |      |
| Fließ                | Museum Fließ                         | Das archäologische Museum im alten Widum zeigt Funde von einem hallstattzeitlichen Bronzehort, einem Hort aus der mittleren Bronzezeit sowie dem Brandopferplatz auf der Pillerhöhe von der mittleren Bronzezeit bis zum Ende des Römischen Reiches. Das Dokumentationszentrum Via Claudia Augusta im Untergeschoß des Dorfzentrums zeigt Funde von der Via Claudia Augusta und dokumentiert deren Verlauf in Tirol. | 1994                | Museumsverein Fließ                                | Fließ-Dorf          |                |      |
| Fließ                | Naturparkhaus Kaunergrat             | Das Naturparkhaus präsentiert die Lebensräume im Naturpark Kaunergrat, Klima, Geologie, Glaziologie, Flora und Fauna im Hochgebirge. | 2007                | Gemeinde Fließ, Verein Naturpark Pitztal-Kaunertal | Pillerhöhe          |                |      |
| Galtür               | Alpinarium Galtür                    | Das Alpinarium ist in den nach der Lawinenkatastrophe 1999 errichteten Schutzdamm integriert. Es informiert über Natur und Kultur des hochalpinen Raumes. | 2003                | Alpinarium Galtür Dokumentation GmbH               | Galtür              | weitere Bilder |      |
| Ischgl               | Mathias-Schmid-Museum                | Das Museum zeigt Werke (Gemälde, Zeichnungen, Skizzenbücher), Dokumente und Erinnerungsstücke des in See geborenen Malers Mathias Schmid sowie Volkskunst aus dem Paznaun. | 1999                | privat                                             | Stöckwaldweg        |                |      |
| Ischgl               | Paznauner Bauernmuseum               | Das Museum im 400 Jahre alten „Krumpa-Haus“ zeigt Objekte aus der bäuerlichen Lebens- und Arbeitswelt, Objekte der Haus-, Vieh- und Feldwirtschaft, möblierte Räume sowie Exponate zum Berg- und Skitourismus im Paznaun. | 1981                | Canal Gastronomiebetriebs GmbH                     | Mathon              |                |      |
| Ischgl               | Seilbahnmuseum Ischgl                | Das Museum dokumentiert die Geschichte des Wintersports und des Tourismus in Ischgl. | 2003                | Silvrettaseilbahn AG                               | Dorfstraße          |                |      |
| Kappl                | Almmuseum Alpe Dias                  | Die ehemalige Alpsiedlung auf 1863 m ü. A. besteht aus einem Sennhaus und 38 einzelnen Kleinställen für Kühe und Schweine. Im Sennhaus gibt eine Dauerausstellung Einblick in die Tradition der Käseerzeugung und das Leben auf der Alm. | 2013                | Bergbahnen Kappl                                   | Diasalpe            | weitere Bilder |      |
| Kaunertal            | Flügelmuseum Nufels                  | Das Museum zeigt die Privatsammlung von historischen Konzertflügeln, Pianos und Klavieren sowie Kunstobjekte des Holzkünstlers Anton Wille. | um 2010             | privat                                             | Nufels              |                |      |
| Kaunertal            | Talmuseum Kaunertal                  | Das aus dem hinteren Kaunertal transferierte Bauernhaus dient als Museum und zeigt Exponate zu Geschichte, Alpinismus, Tourismus, Wallfahrt, Bergbau, Jagd und bergbäuerlichem Leben und Arbeiten im Kaunertal. | 1985                | privat                                             | Platz               |                |      |
| Landeck              | Museum Schloss Landeck               | Das aus dem 13. Jahrhundert stammende Schloss Landeck beherbergt seit 1973 ein Museum. Schwerpunkte sind das Leben „in der Heimat“ und „in der Ferne“ und eine Dauerausstellung über den Barockbaumeister Jakob Prandtauer. | 1973                | Bezirksmuseumsverein Landeck                       | Schloss Landeck     | weitere Bilder |      |
| Nauders              | Museum Festung Nauders               | Die 1840 errichtete Festung Nauders beherbergt ein Militärmuseum mit Waffen, Ausrüstung und Uniformen der Armeen, die in der Festung Nauders stationiert waren sowie eine Ausstellung „Verkehr über den Reschenpass“. | 1993                | Museumsverein Nauders                              | Hochfinstermünz     | weitere Bilder |      |
| Nauders              | Schlossmuseum Nauders                | Die aus dem 14. Jahrhundert stammende Gerichtsburg wird heute als Museum genutzt und dokumentiert das Gerichtswesen, den Verkehr über den Reschen, zeigt landwirtschaftliche Geräte, sakrale Kunst und eine Galerie Nauderer Künstler. | 1990                |                                                    | Schloss Naudersberg | weitere Bilder |      |
| Pfunds               | Heimatmuseum Pfunds                  | Das Museum in einem Bauernhaus aus dem 14. Jahrhundert dokumentiert das bäuerliche Leben, Bergbau, Jagd, Handwerk und Volksfrömmigkeit in Pfunds. | 1982                | Gemeinde Pfunds                                    | Pfunds              | weitere Bilder |      |
| St. Anton am Arlberg | Museum St. Anton am Arlberg          | Das Museum in einer 1912 erbauten Villa dokumentiert die Geschichte der Region, den Arlberg als Verkehrsweg sowie die Entwicklung des Skilaufs und des Tourismus am Arlberg. | 1982                | St. Antoner Fremdenverkehrsförderungs GmbH         | Rudi-Matt-Weg       | weitere Bilder |      |
| Serfaus              | Archäologie-Museum Refugium St. Zeno | Das Privatmuseum befindet sich als Schutzbau über den Mauerresten eines mittelalterlichen Wohnturmes aus dem 13. Jahrhundert. Es präsentiert archäologische Kleinfunde und zeigt die Lebensverhältnisse auf einer Kleinadelsburg. | 2011                | privat                                             | St. Zeno            |                |      |
| Serfaus              | Pfarrmuseum Serfaus                  | Das Museum dokumentiert die Geschichte der Pfarre und der Serfauser Marienwallfahrt. | 2014                | Pfarre Serfaus                                     | Dorfbahnstraße      |                |      |